# Platygaster sociabilis
Platygaster sociabilis är en stekelart som beskrevs av Jean-Jacques Kieffer och Jörgensen 1910. Platygaster sociabilis ingår i släktet Platygaster och familjen gallmyggesteklar. Inga underarter finns listade i Catalogue of Life.